# District de Kalomo

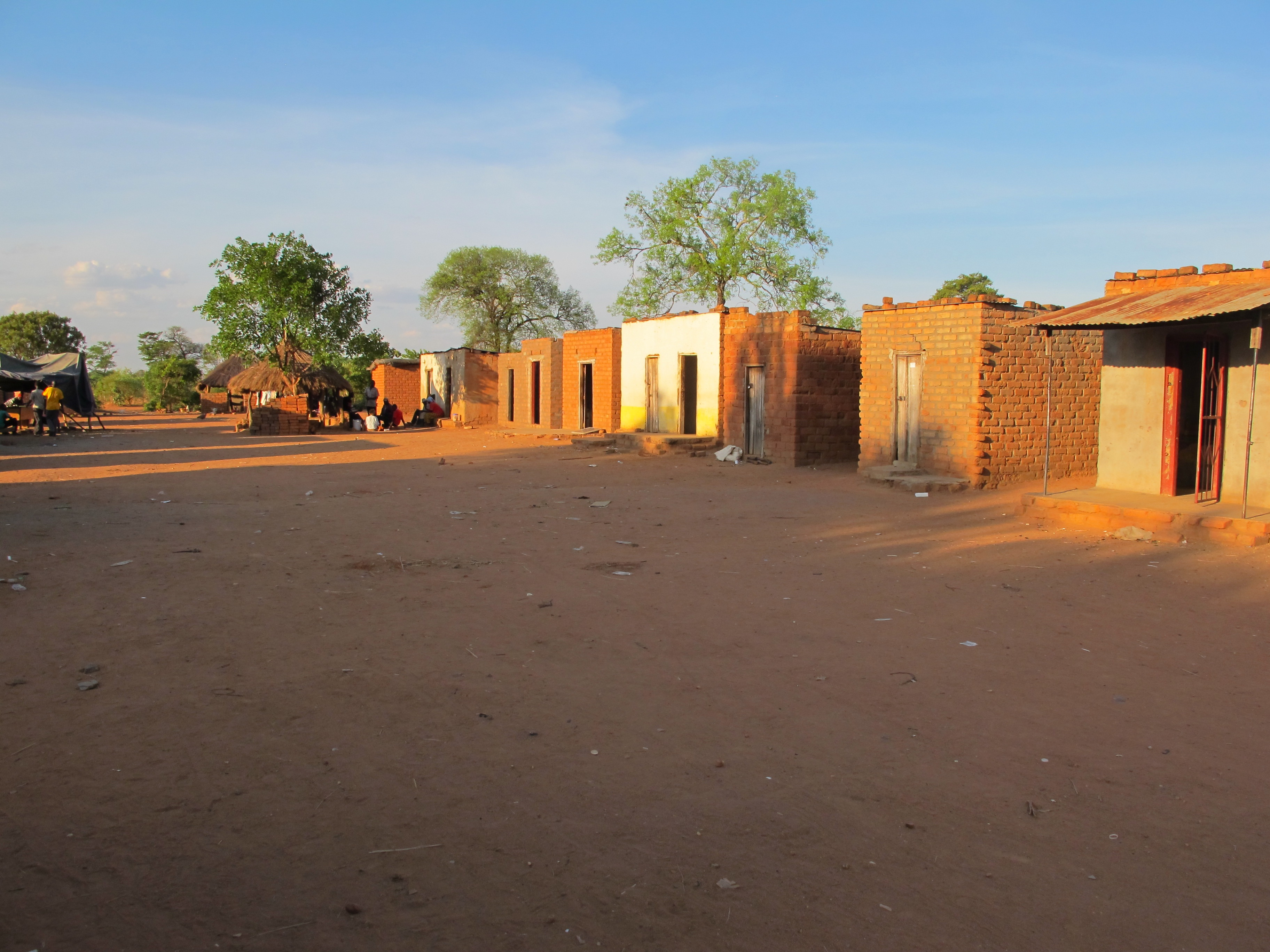
Le village de Bbililil.

Le district de Kalomo est un district de Zambie, situé dans la Province Méridionale. Sa capitale se situe à Kalomo. Selon le recensement zambien de 2000, le district a une population de 169 503 personnes.